# Cantón de Saint-Amant-Tallende
El cantón de Saint-Amant-Tallende era una división administrativa francesa, que estaba situada en el departamento de Puy-de-Dôme y la región de Auvernia.

## Composición
El cantón estaba formado por nueve comunas:
- Aydat
- Chanonat
- Cournols
- Le Vernet-Sainte-Marguerite
- Olloix
- Saint-Amant-Tallende
- Saint-Sandoux
- Saint-Saturnin
- Saulzet-le-Froid

## Supresión del cantón de Saint-Amant-Tallende
En aplicación del Decreto n.º 2014-210 de 21 de febrero de 2014, el cantón de Saint-Amant-Tallende fue suprimido el 22 de marzo de 2015 y sus 7 comunas pasaron a formar parte siete del nuevo cantón de Orcines y dos del nuevo cantón de Les Martres-de-Veyre.